# Comenciolo
Comenciolo (en latín: Comentiolus; en griego: Κομεντίολος [Komentiolos]; fl. 602) fue un general romano oriental –bizantino– de finales del siglo VI, destacado durante el reinado del emperador Mauricio (r. 582–602). Jugó un papel importante en las campañas balcánicas de aquel emperador, y luchó también en Oriente contra los persas sasánidas. Comenciolo fue finalmente ejecutado en 602, después de que el ejército bizantino se rebelase contra Mauricio y Focas (r. 602–610) usurpara el trono.

## Biografía

Mapa del norte de los Balcanes en el

No se tienen datos acerca de los primeros años de Comenciolo, salvo que provenía de Tracia. La primera referencia a su persona se da en 583, como oficial –scribon– de los excubitores, la escolta imperial, cuando acompañó a una embajada bizantina a Bayan I (r. 562–602), gran kan de los ávaros. Según el historiador Teofilacto Simocates, hizo enfurecer al kan por su franqueza, motivo por el cual fue encarcelado brevemente.
Es probable que Comenciolo adquiriese una estrecha confianza con Mauricio en los tiempos en los que desempeñaba el cargo de comandante de los excubitores, antes de su entronización. Fruto de esta relación, Comenciolo guardaría siempre fidelidad a Mauricio, mientras que el emperador velaba por la carrera de su protegido. Al año siguiente, tras la firma de una tregua con los ávaros, Comenciolo fue puesto al frente de un regimiento –taxiarchia– enviado contra las tribus eslavas que habían lanzado una incursión sobre Tracia y penetrado hasta la muralla de Anastasio, parte de las defensas exteriores de Constantinopla. El general derrotó a los invasores en el río Erginia, cerca de los muros, y como recompensa fue nombrado magister militum praesentalis en 585.
En esta ocasión, o quizás algo más tarde –posiblemente en 589–, Comenciolo fue elevado al título supremo de patricio. En el verano de 585 derrotó nuevamente a una gran fuerza eslava, y en 586 fue llamado a dirigir la guerra contra los ávaros, después de que este pueblo rompiera la paz suscrita. En 587, el general tracio reunió un ejército de 10 000 soldados en Anquialo, con el que preparó una emboscada al kan ávaro en los montes Hemo, que sin embargo fracasó.

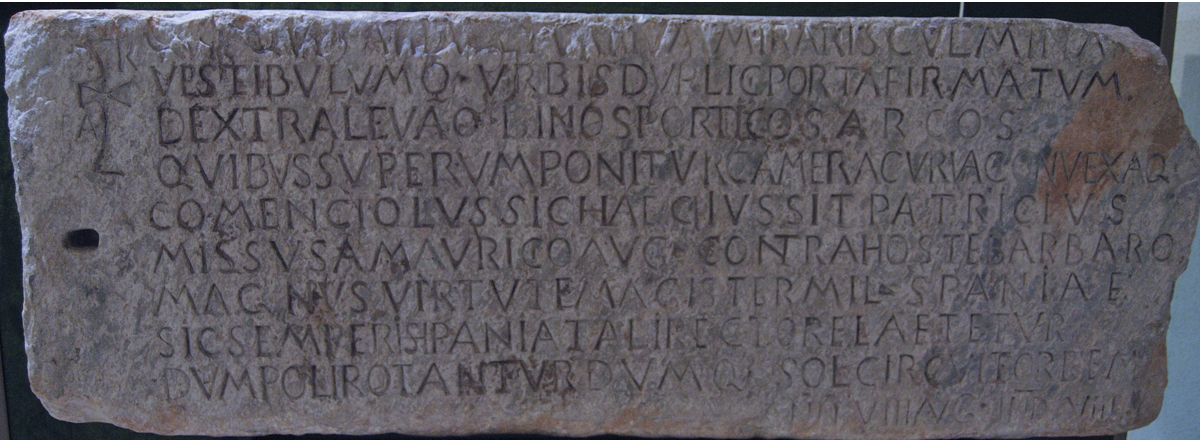
La lápida de Comenciolo de Carthago Spartaria –Cartagena, España–.

Mapa de la frontera perso-romana.

Para 589, Comenciolo parece haber servido como magister militum en la provincia de Spania –sureste de la península ibérica–: en Carthago Spartaria fue hallada una lápida con su nombre, si bien pudo haber sido erigida por un homónimo. En cualquier caso, en el otoño de 590 había sustituido a Filípico al mando del ejército en el Este, en el conflicto en curso contra los persas sasánidas. Sus tropas derrotaron a los persas en la batalla de Sisauranon ese mismo año, y trató de recuperar sin éxito Martirópolis. Sin embargo, en la primavera de 590, mientras se encontraba en su cuartel general en Hierápolis, recibió una visita inesperada: la del legítimo rey persa Cosroes II (r. 590–628), que había huido a territorio bizantino para recabar apoyo contra el usurpador Bahram Chubin (r. 590–591). El emperador Mauricio decidió apoyar al monarca exiliado, y concentró una hueste con el objetivo de restaurar a Cosroes en su reino. Comenciolo fue destacado inicialmente como líder de esta fuerza, pero tras las quejas del persa por una supuesta conducta irrespetuosa, fue relevado como comandante de la expedición por Narsés. Con todo, Comenciolo participó en la posterior campaña al mando del ala derecha del ejército, colaborando en la victoria por la que el restablecido Cosroes reembolsó los costes de la ayuda romana con un tratado que ponía fin a veinte años de lucha y devolvía a los romanos todas las ciudades conquistadas en Mesopotamia, así como la mayor parte de Armenia.
Esta favorable paz significaba para las fuerzas bizantinas la disolución de un frente y la posibilidad de concentrarse contra las incursiones ávaras y eslavas en los Balcanes. En 598, Comenciolo fue enviado otra vez contra los ávaros, probablemente con la dignidad de magister militum per Thracias. Después de una dura derrota causada por su negligencia a la hora de disponer sus tropas para la batalla, su ejército se dispersó y él mismo huyó a Constantinopla, donde se enfrentó a cargos de traición. Estos cargos fueron retirados a petición del emperador, y Comenciolo fue reconfirmado como general de Tracia. Su historial ulterior no fue muy distinguido, pero de acuerdo al historiador Michael Whitby esto puede deberse a un sesgo negativo de Simocates, la principal fuente primaria del periodo, hacia él y su cogeneral Pedro, más que a una incapacidad o inacción por su parte. En cualquier caso, cuando se produjo una sublevación contra Mauricio en 602 se encomendó a Comenciolo la defensa de las murallas de Constantinopla, de modo que cuando Focas tomó la ciudad, fue uno de los primeros partidarios del antiguo régimen en ser ejecutado.